# Euxoa pleuritica
Euxoa pleuritica là một loài bướm đêm thuộc họ Noctuidae. Loài này có ở miền nam Canada và miền bắc Hoa Kỳ từ miền nam Quebec và miền đông Massachusetts phía tây đến British Columbia và miền nam Washington. Ở vùng Rocky Mountain it occurs as far phía nam as miền bắc New Mexico, đông bắc Arizona và miền trung Idaho.
Sải cánh dài 34–38 mm. Con trưởng thành bay từ tháng 6 đến tháng 8. Có một lứa một năm.
Ấu trùng ăn Salsola kali.